# Brachystomella villalobosi
Brachystomella villalobosi är en urinsektsart som beskrevs av Cassagnau och Rapoport 1962. Brachystomella villalobosi ingår i släktet Brachystomella och familjen Brachystomellidae. Inga underarter finns listade.